# Saint-Chély-d'Apcher
Pour les articles homonymes, voir Saint-Chély.
Saint-Chély-d'Apcher (/sɛ̃.ʃeli.d‿apʃe/) est une commune française située dans le nord-ouest du département de la Lozère, en région Occitanie.
Exposée à un climat de montagne, elle est drainée par le Chapouillet, le ruisseau de Malagazagne, le ruisseau de Chandaison et par deux autres cours d'eau.
Saint-Chély-d'Apcher est une commune rurale qui compte 4 025 habitants en 2022. Elle est dans l'unité urbaine de Saint-Chély-d'Apcher et fait partie de l'aire d'attraction de Saint-Chély-d'Apcher. Ses habitants sont appelés les Barrabands ou Barrabandes.
Située en Margeride, ancienne place forte de la baronnie d'Apcher, elle est la 3e ville du département par sa population et la première par son activité industrielle.

## Géographie

### Localisation
Commune située dans le nord du département de la Lozère, entre Mende et Saint-Flour.
Les communes limitrophes sont Blavignac, Saint-Pierre-le-Vieux, Prunières, Rimeize, Les Bessons, La Fage-Saint-Julien, Les Monts-Verts et Albaret-Sainte-Marie.
| Les Monts-Verts      | Albaret-Sainte-Marie (sur 200 m) | Blavignac             |
| La Fage-Saint-Julien | Saint-Chély-d'Apcher             | Saint-Pierre-le-Vieux |
| Les Bessons          | Rimeize                          | Prunières             |

### Géologie et relief
Saint-Chély-d'Apcher se situe dans l'ouest de la Margeride.

La Margeride.

C'est une région montagneuse d'altitude moyenne, couverte de forêts de pins sylvestres et de hêtres ainsi que de pâturages pour les élevages de vaches et de moutons.

### Hydrographie
La ville est traversée par le Chapouillet et ses affluents, les ruisseaux de Malagazagne, Cros et Sarroul.

### Climat
Pour des articles plus généraux, voir Climat de l'Occitanie et Climat de la Lozère.
En 2010, le climat de la commune est de type climat des marges montargnardes, selon une étude s'appuyant sur une série de données couvrant la période 1971-2000. En 2020, Météo-France publie une typologie des climats de la France métropolitaine dans laquelle la commune est exposée à un climat de montagne ou de marges de montagne et est dans la région climatique Sud-est du Massif Central, caractérisée par une pluviométrie annuelle de 1 000 à 1 500 mm, minimale en été, maximale en automne.
Pour la période 1971-2000, la température annuelle moyenne est de 7,9 °C, avec une amplitude thermique annuelle de 15,8 °C. Le cumul annuel moyen de précipitations est de 913 mm, avec 10 jours de précipitations en janvier et 6,4 jours en juillet. Pour la période 1991-2020, la température moyenne annuelle observée sur la station météorologique la plus proche, située sur la commune de Peyre en Aubrac à 11 km à vol d'oiseau, est de 8,0 °C et le cumul annuel moyen de précipitations est de 954,9 mm,. Pour l'avenir, les paramètres climatiques de la commune estimés pour 2050 selon différents scénarios d'émission de gaz à effet de serre sont consultables sur un site dédié publié par Météo-France en novembre 2022.

### Milieux naturels et biodiversité
Aucun espace naturel présentant un intérêt patrimonial n'est recensé sur la commune dans l'inventaire national du patrimoine naturel,,.

## Urbanisme

### Typologie
Au 1er janvier 2024, Saint-Chély-d'Apcher est catégorisée bourg rural, selon la nouvelle grille communale de densité à sept niveaux définie par l'Insee en 2022.
Elle appartient à l'unité urbaine de Saint-Chély-d'Apcher, une unité urbaine monocommunale constituant une ville isolée,. Par ailleurs la commune fait partie de l'aire d'attraction de Saint-Chély-d'Apcher, dont elle est la commune-centre,. Cette aire, qui regroupe 22 communes, est catégorisée dans les aires de moins de 50 000 habitants,.

### Occupation des sols
L'occupation des sols de la commune, telle qu'elle ressort de la base de données européenne d’occupation biophysique des sols Corine Land Cover (CLC), est marquée par l'importance des territoires agricoles (67,8 % en 2018), en augmentation par rapport à 1990 (54,8 %). La répartition détaillée en 2018 est la suivante :
zones agricoles hétérogènes (37,2 %), prairies (30,6 %), forêts (20,3 %), zones urbanisées (9,3 %), zones industrielles ou commerciales et réseaux de communication (1,9 %), milieux à végétation arbustive et/ou herbacée (0,6 %). L'évolution de l’occupation des sols de la commune et de ses infrastructures peut être observée sur les différentes représentations cartographiques du territoire : la carte de Cassini (XVIIIe siècle), la carte d'état-major (1820-1866) et les cartes ou photos aériennes de l'IGN pour la période actuelle (1950 à aujourd'hui).

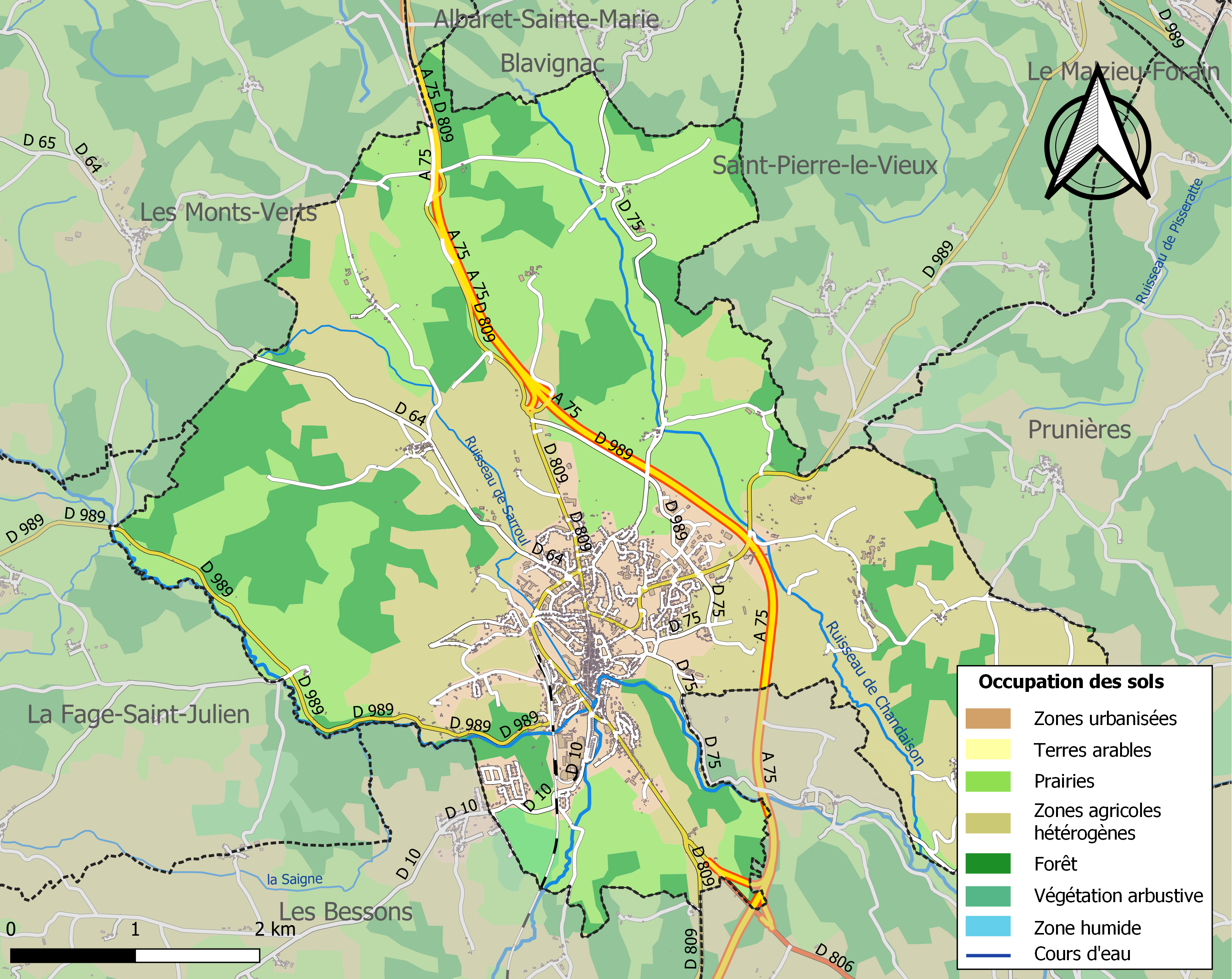
Carte des infrastructures et de l'occupation des sols de la commune en 2018 (CLC).

### Lieux-dits, hameaux et écarts
Outre le bourg, la commune comprend plusieurs hameaux : Espouzolles, Civergols, les Clauzes, Saroul, Herbouze.

### Logement
En 2020, le nombre total de logements dans la commune était de 2 687, alors qu'il était de 2 572 en 2014 et de 2 476 en 2009.
Parmi ces logements, 78,3 % étaient des résidences principales, 7,8 % des résidences secondaires et 13,9 % des logements vacants. Ces logements étaient pour 59,2 % d'entre eux des maisons individuelles et pour 40,1 % des appartements.
Le tableau ci-dessous présente la typologie des logements à Saint-Chély-d'Apcher en 2020 en comparaison avec celles de la Lozère et de la France entière. Une caractéristique marquante du parc de logements est ainsi une proportion de logements vacants (13,9 %) supérieure à celle du département (10,2 %) et à celle de la France entière (8,2 %). Concernant le statut d'occupation des résidences principales, 51,2 % des habitants de la commune sont propriétaires de leur logement (51,9 % en 2014), contre 65,7 % pour la Lozère et 57,5 pour la France entière.
| Typologie                                               | Saint-Chély-d'Apcher | Lozère | France entière |
| ------------------------------------------------------- | -------------------- | ------ | -------------- |
| Résidences principales (en %)                           | 78,3                 | 57,7   | 82,1           |
| Résidences secondaires et logements occasionnels (en %) | 7,8                  | 32,1   | 9,7            |
| Logements vacants (en %)                                | 13,9                 | 10,2   | 8,2            |

### Voies de communication et transports

#### Routes
- D 809, ancienne Route nationale 9
- D 806, ancienne Route nationale 106
- Autoroute A75

#### Rail
- Ligne de Béziers à Neussargues
- Gare de Saint-Chély-d'Apcher

### Risques majeurs
Le territoire de la commune de Saint-Chély-d'Apcher est vulnérable à différents aléas naturels : météorologiques (tempête, orage, neige, grand froid, canicule ou sécheresse), inondations, feux de forêts et séisme (sismicité faible). Il est également exposé à un risque technologique, le transport de matières dangereuses, et à un risque particulier : le risque de radon. Un site publié par le BRGM permet d'évaluer simplement et rapidement les risques d'un bien localisé soit par son adresse soit par le numéro de sa parcelle.

#### Risques naturels
Certaines parties du territoire communal sont susceptibles d’être affectées par le risque d’inondation par débordement de cours d'eau, notamment le Chapouillet et le ruisseau de Malagazagne. La commune a été reconnue en état de catastrophe naturelle au titre des dommages causés par les inondations et coulées de boue survenues en 1982, 1993, 1994 et 2003,.
Saint-Chély-d'Apcher est exposée au risque de feu de forêt. Un plan départemental de protection des forêts contre les incendies (PDPFCI) a été approuvé en décembre 2014 pour la période 2014-2023. Les mesures individuelles de prévention contre les incendies sont précisées par divers arrêtés préfectoraux et s’appliquent dans les zones exposées aux incendies de forêt et à moins de 200 mètres de celles-ci. L’arrêté du 23 mars 2018, complété par un arrêté de 2020, réglemente l'emploi du feu en interdisant notamment d’apporter du feu, de fumer et de jeter des mégots de cigarette dans les espaces sensibles et sur les voies qui les traversent sous peine de sanctions. L'arrêté du 23 août 2021, abrogeant un arrêté de 2002, rend le débroussaillement obligatoire, incombant au propriétaire ou ayant droit,,.

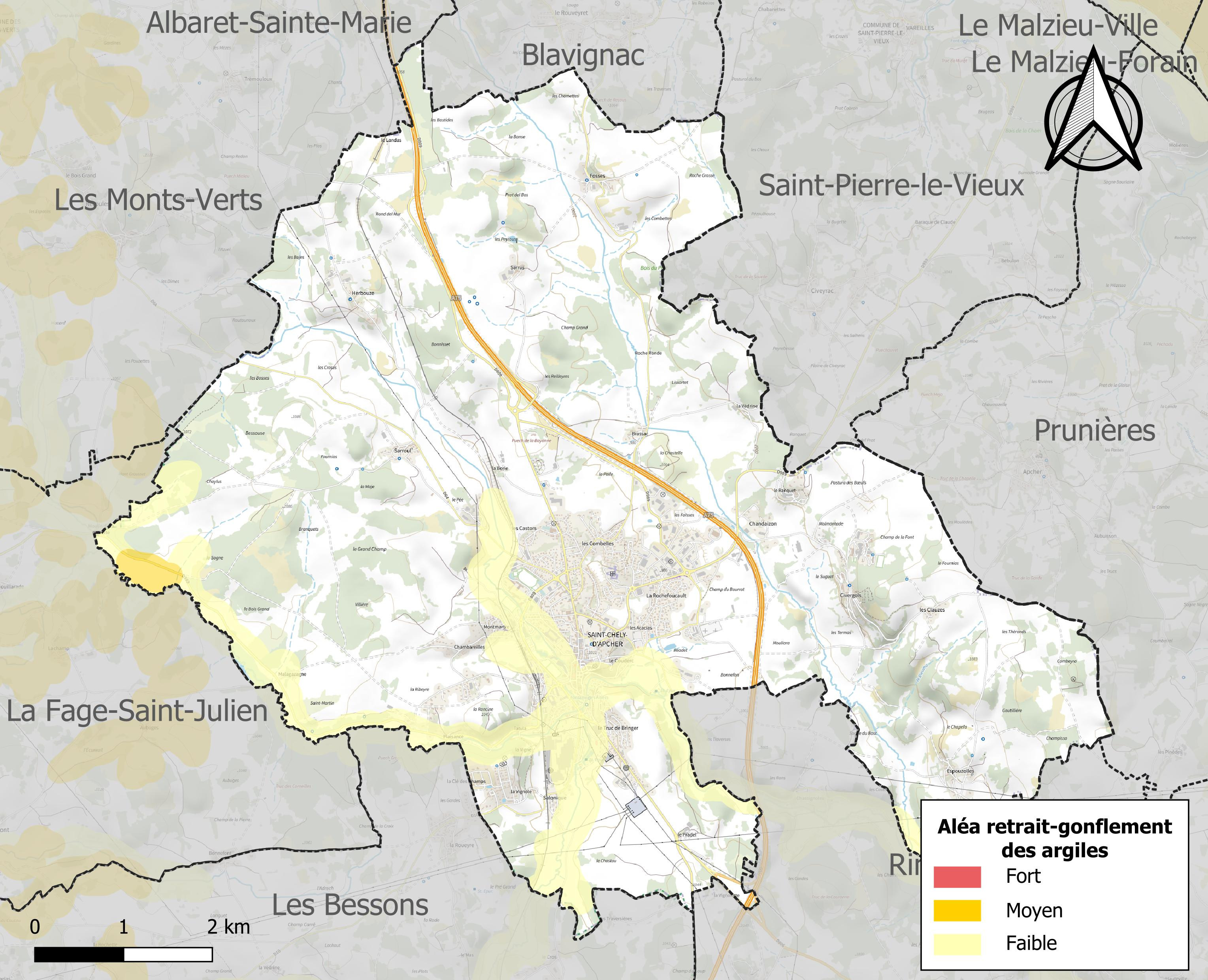
Carte des zones d'aléa retrait-gonflement des sols argileux de Saint-Chély-d'Apcher.

Le retrait-gonflement des sols argileux est susceptible d'engendrer des dommages importants aux bâtiments en cas d’alternance de périodes de sécheresse et de pluie. 0,4 % de la superficie communale est en aléa moyen ou fort (15,8 % au niveau départemental et 48,5 % au niveau national). Sur les 1 415 bâtiments dénombrés sur la commune en 2019, aucun n'est en aléa moyen ou fort, à comparer aux 14 % au niveau départemental et 54 % au niveau national. Une cartographie de l'exposition du territoire national au retrait gonflement des sols argileux est disponible sur le site du BRGM,.
Par ailleurs, afin de mieux appréhender le risque d’affaissement de terrain, l'inventaire national des cavités souterraines permet de localiser celles situées sur la commune.

#### Risques technologiques
Le risque de transport de matières dangereuses sur la commune est lié à sa traversée par des infrastructures routières ou ferroviaires importantes ou la présence d'une canalisation de transport d'hydrocarbures. Un accident se produisant sur de telles infrastructures est susceptible d’avoir des effets graves sur les biens, les personnes ou l'environnement, selon la nature du matériau transporté. Des dispositions d’urbanisme peuvent être préconisées en conséquence.

#### Risque particulier
Dans plusieurs parties du territoire national, le radon, accumulé dans certains logements ou autres locaux, peut constituer une source significative d’exposition de la population aux rayonnements ionisants. Certaines communes du département sont concernées par le risque radon à un niveau plus ou moins élevé. Selon la classification de 2018, la commune de Saint-Chély-d'Apcher est classée en zone 3, à savoir zone à potentiel radon significatif.

## Toponymie
Le toponyme est documenté sous les formes S. Ilari (vers 1109), Saint Chélir (1230-1231), S. Ylero (1235), S. Eler (1256), Sainh Ele (1257)…
Le nom Saint-Chély provient d'une mécoupure de l'occitan Sanch Eler, à savoir Saint Hilaire. En effet, le nom se prononce localement Sanch Ili et est devenu Saint-Chély à la Révolution.
Le village s'appelait, avant la Révolution, en version latinisée, Sancti-Hilari-de-Capoleg, ce qui donnerait aujourd'hui Saint-Hilaire-du-Chapouillet. Le Hilaire qui a donné son nom au village est Ilère de Mende, évêque du Gévaudan. Le Chapouillet est la rivière qui baigne le village. Ce terme a été remplacé par celui d'Apcher. Apcher ou Apchier est le nom de l'une des huit baronnies du Gévaudan, dont le château principal se trouve à quelques kilomètres de Saint-Chély, sur la commune de Prunières.

## Histoire

### Antiquité

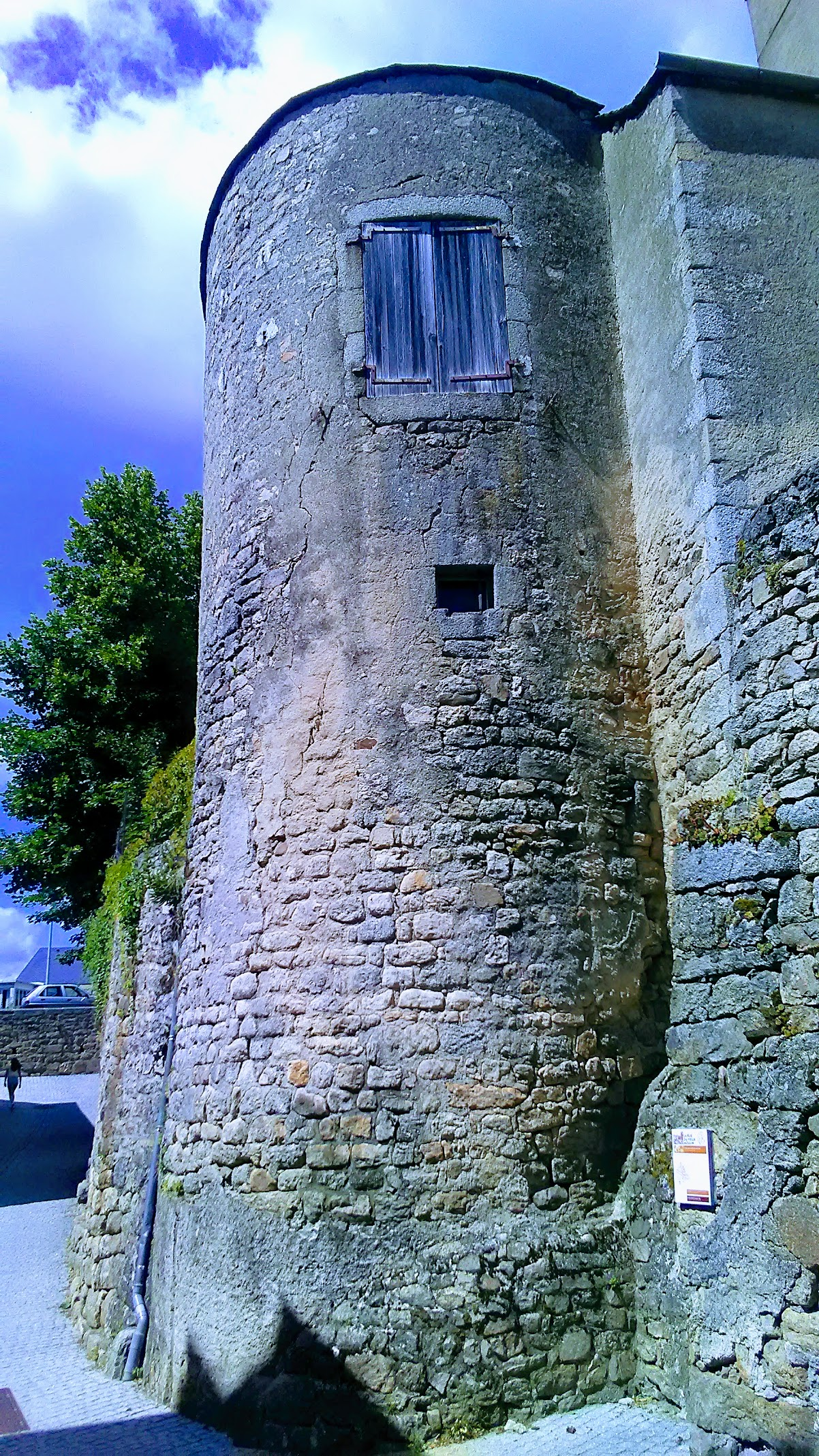
Remparts de Saint-Chély.

Dans l'Antiquité, la région était située sur le territoire du peuple gaulois des Gabales, dont la capitale était située près de l'actuel village de Javols. La région est conquise par Jules César à la suite de la défaite définitive de la coalition gauloise menée par Vercingétorix, roi des Arvernes, en 50 av. J.-C.
La Gaule devint une province de l'Empire romain lors de la proclamation de celui-ci en 27 av. J.-C. Au IIIe siècle, la région fait brièvement partie de l'Empire des Gaules. Le christianisme remplace progressivement le paganisme et finit par s'imposer définitivement au IVe siècle.

### Moyen Âge
La ville est un fief de la baronnie d'Apcher, une des huit baronnies du comté de Gévaudan.
Au XIIIe siècle, Guérin IV d'Apchier fonde le premier hôpital de la ville.
En 1363, pendant la guerre de Cent Ans, le bourg est attaqué par les « Anglais ». Selon la légende, c'est sous les ordres du baron d'Apcher, que les habitants vont devoir livrer bataille. Le baron d'Apchier, Guérin VI, et son fils, Guérin VII, reviennent du siège de Saugues, à la frontière du Gévaudan et du Velay, où les habitants ont combattu les routiers. C'est durant cet épisode que les habitants auraient acquis leur gentilé. Le cri de Guérin VI pour encourager son peuple au combat aurait été « d'Apchier, Notre-Dame, barres en avant ». Le barres en avant, prononcé barra in abon en occitan, est devenu le barraban qui désigne les habitants. Les Anglais vaincus ont été enterrés au lieu-dit la Croix des Anglais situé au nord de la ville. Cette croix représente un mouton et un étendard avec dessus une croix de Malte.
Cette version n'est assise cependant sur aucun document historique, mis à la part la Croix des Anglais, érigée au XVe siècle (d'après l'Inventaire général) dont une autre hypothèse fait un panneau indicateur sur la route du pèlerinage de Saint-Gilles du Gard, dont la croix porte l'emblème.

### Temps modernes
Le territoire de Saint-Chély et ses alentours sont touchés par la bête du Gévaudan, entre 1764 et 1767. Au XXIe siècle, une statue a été érigée à son effigie dans le parc du Péchaud, ce qui témoigne de l'importance culturelle locale de cette histoire encore aujourd'hui.

### Révolution française et Empire
En 1789, M. Brun, curé de Saint-Chély, est élu député du clergé pour les états généraux de 1789 à Versailles.
À la Révolution française, deux communes distinctes sont créées, Saint-Chély-Ville qui portera un temps le nom de Roche-Libre et Saint-Chély-Forain. Cet état de fait durera jusqu'en 1851, date à laquelle ces deux communes fusionnent.
Elle fut chef-lieu de district de 1790 à 1795.

## Politique et administration

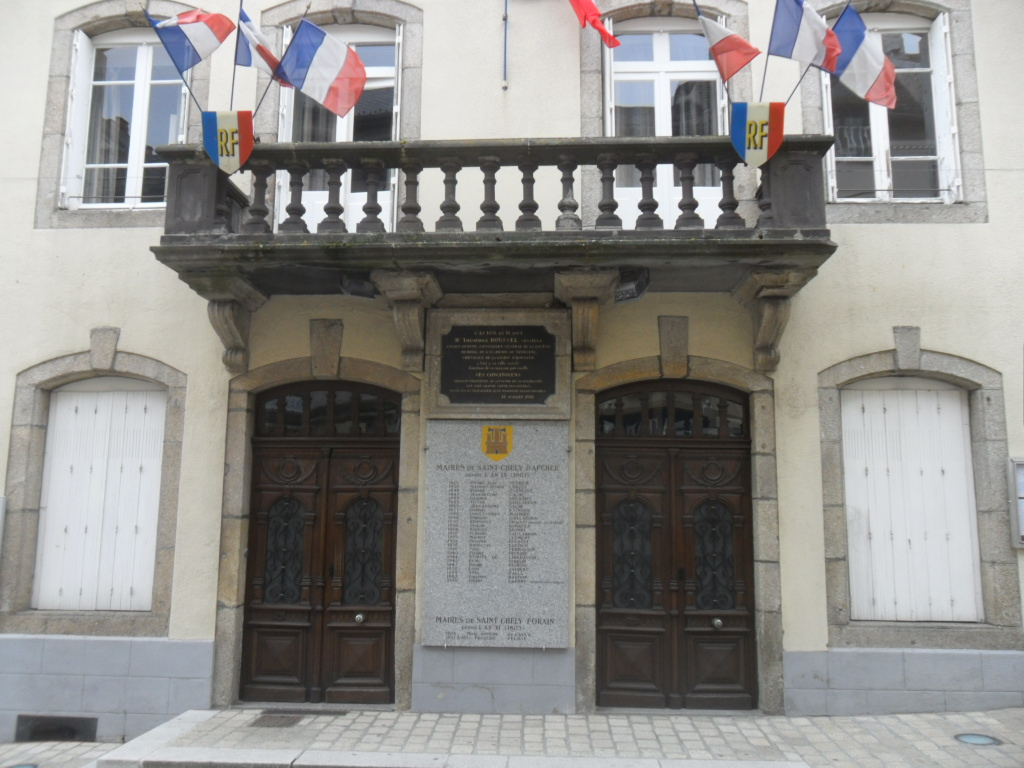
L'hôtel de ville.

### Tendances politiques et résultats
Après avoir été gérée de 1965 à 1983 par une municipalité de gauche, la commune a été depuis gérée par des municipalités de droite.

### Liste des maires
| Période                                  | Période   | Identité              | Étiquette            | Qualité |
| ---------------------------------------- | --------- | --------------------- | -------------------- | --- |
| Les données manquantes sont à compléter. |           |                       |                      | |
| 1801                                     | 1830      | Pierre-Jean Veyrier   |                      | |
| 1830                                     | 1848      | Mathieu-Joseph Chazot |                      | |
| 1848                                     | 1849      | Pierre Ligneul        |                      | |
| 1849                                     | 1849      | Jean-Antoine Gache    |                      | |
| 1849                                     | 1855      | Casimir Breschet      |                      | |
| 1855                                     | 1863      | Victor Gaillardon     |                      | |
| 1863                                     | 1871      | Jean-Antoine Gache    |                      | |
| 1871                                     | 1885      | Gabriel Raynaud       |                      | |
| 1885                                     | 1892      | Louis-Cyprien Mathieu |                      | |
| 1892                                     | 1895      | Fernand Gaillardon    |                      | |
| 1895                                     | 1896      | Hyppolyte Chalvet     |                      | Adjoint intérimaire |
| 1896                                     | 1904      | Odilon Ramadier       |                      | |
| 1904                                     | 1912      | Alphonse Bonnel       |                      | |
| 1912                                     | 1925      | Fernand Gaillardon    |                      | |
| 1925                                     | 1932      | Maurice Clément       |                      | |
| 1932                                     | 1935      | Prosper Rousset       |                      | |
| 1935                                     | 1936      | Hippolyte Fleisch     |                      | |
| 1936                                     | 1940      | Paul Perraudin        |                      | |
| 1940                                     | 1944      | Pierre Pignide        |                      | |
| 1944                                     | 1945      | Comité de Libération  |                      | |
| 1945                                     | 1947      | René Gibelin          |                      | Conseiller général de Saint-Chély-d'Apcher (1945 → 1951) |
| 1947                                     | 1951      | Pierre Pignide        |                      | |
| 1951                                     | mars 1965 | Léon Jalbert          |                      | |
| mars 1965                                | mars 1983 | Yves Dalle            | DVG                  | |
| mars 1983                                | mars 2001 | Philippe Bardon       | UDF-PR puis DL       | Notaire |
| mars 2001                                | mai 2020  | Pierre Lafont         | RPR puis UMP puis LR | Chirurgien-dentiste Conseiller général de Saint-Chély-d'Apcher (2008 → 2015) Président de la CC Apcher-Margeride-Aubrac (? → 2017) puis de la CC des Terres d'Apcher-Margeride-Aubrac (2017 → 2020) |
| mai 2020                                 | En cours  | Christine Hugon       | LR                   | Secrétaire Conseillère départementale de Saint-Chély-d'Apcher (2015 →) 5e vice-présidente de la CC des Terres d'Apcher-Margeride-Aubrac (2020 →)                                                    |

| Période | Période | Identité              | Étiquette | Qualité |
| ------- | ------- | --------------------- | --------- | ------- |
| 1803    |         | Marc Antoine du Cayla |           |         |
| 1831    | 1851    | Frédéric Pelisse      |           |         |

### Intercommunalité
Le 1er janvier 2009, la commune de Saint-Chély-d'Apcher s'est associée à celles de Blavignac et de Rimeize pour former la communauté de communes Apcher-Margeride-Aubrac. Cette communauté s'est associée avec la communauté de communes des Terres d'Apcher pour constituer, à partir du 1er janvier 2017, la communauté de communes des Terres d'Apcher-Margeride-Aubrac.

### Découpage administratif
La ville est le bureau centralisateur du canton de Saint-Chély-d'Apcher pour l'élection départementale de la Lozère.

### Jumelages
La ville de Saint-Chély-d'Apcher est jumelée avec la ville de :
- Tadcaster (Royaume-Uni) depuis 1999.

## Équipements et services publics

### Enseignement
- L'ensemble scolaire du Sacré-Cœur est particulièrement connu pour son école d'hôtellerie[réf. nécessaire].
- Saint-Chély-d'Apcher possède, sur le site de Civergols, un LEGTA où il est possible de suivre une formation en BTSA « Gestion et Protection de la Nature » avec pour spécialité « Animation nature ». Le LEGTA propose également quelques formations équines de type BEPA, et propose aussi une formation STAV.
- À quelques kilomètres, une antenne de l'ISEM de l'Université Montpellier 1 (commune Albaret-Sainte-Marie) propose des formations de « management hôtellerie-tourisme ».

### Tourisme
La ville est dotée d'un office de tourisme intercommunal, Monts du Midi Tourisme, basé à Saint-Chély-d'Apcher en Lozère, qui œuvre au développement touristique de la destination Haute Lozère, en valorisant la pratique des sports nature sur l'Aubrac et la Margeride, en développant l'image et la communication de la Haute Lozère et en proposant tout au long de l'année un programme d'animations, d'expositions et d'événements variés.

## Population et société

### Démographie

#### Évolution démographique
L'évolution du nombre d'habitants est connue à travers les recensements de la population effectués dans la commune depuis 1793. Pour les communes de moins de 10 000 habitants, une enquête de recensement portant sur toute la population est réalisée tous les cinq ans, les populations de référence des années intermédiaires étant quant à elles estimées par interpolation ou extrapolation. Pour la commune, le premier recensement exhaustif entrant dans le cadre du nouveau dispositif a été réalisé en 2007.

En 2022, la commune comptait 4 025 habitants, en évolution de −3,25 % par rapport à 2016 (Lozère : +0,11 %, France hors Mayotte : +2,11 %).
| 1793  | 1800  | 1806  | 1821  | 1831  | 1836  | 1841  | 1846  | 1851  |
| ----- | ----- | ----- | ----- | ----- | ----- | ----- | ----- | ----- |
| 1 380 | 1 512 | 1 502 | 1 366 | 1 651 | 1 616 | 1 513 | 1 469 | 1 785 |

| 1856  | 1861  | 1866  | 1872  | 1876  | 1881  | 1886  | 1891  | 1896  |
| ----- | ----- | ----- | ----- | ----- | ----- | ----- | ----- | ----- |
| 1 871 | 1 942 | 1 916 | 1 918 | 2 054 | 2 078 | 1 998 | 1 967 | 1 942 |

| 1901  | 1906  | 1911  | 1921  | 1926  | 1931  | 1936  | 1946  | 1954  |
| ----- | ----- | ----- | ----- | ----- | ----- | ----- | ----- | ----- |
| 1 971 | 1 972 | 1 869 | 2 242 | 2 690 | 2 832 | 2 877 | 3 205 | 3 900 |

| 1962  | 1968  | 1975  | 1982  | 1990  | 1999  | 2006  | 2007  | 2012  |
| ----- | ----- | ----- | ----- | ----- | ----- | ----- | ----- | ----- |
| 4 757 | 5 016 | 4 624 | 4 726 | 4 570 | 4 316 | 4 484 | 4 468 | 4 187 |

| 2017  | 2022  | - | - | - | - | - | - | - |
| ----- | ----- | - | - | - | - | - | - | - |
| 4 164 | 4 025 | - | - | - | - | - | - | - |

#### Pyramide des âges
La population de la commune est plus jeune que celle du département. En 2022, le taux de personnes d'un âge inférieur à 30 ans s'élève à 33,2 %, soit un taux supérieur à la moyenne départementale (29,1 %). À l'inverse, le taux de personnes d'un âge supérieur à 60 ans (33 %) est inférieur au taux départemental (34,1 %).
En 2022, la commune comptait 1 973 hommes pour 2 052 femmes, soit un taux de 50,98 % de femmes, supérieur au taux départemental (50,06 %).
Les pyramides des âges de la commune et du département s'établissent comme suit :
| Hommes | Classe d’âge | Femmes |
| ------ | ------------ | ------ |
| 1,6    | 90 ou +      | 3,5    |
| 9,4    | 75-89 ans    | 13,8   |
| 17,4   | 60-74 ans    | 20     |
| 20,3   | 45-59 ans    | 18,1   |
| 15     | 30-44 ans    | 14,4   |
| 23,8   | 15-29 ans    | 18,6   |
| 12,5   | 0-14 ans     | 11,6   |

| Hommes | Classe d’âge | Femmes |
| ------ | ------------ | ------ |
| 1      | 90 ou +      | 2,8    |
| 9,1    | 75-89 ans    | 11,8   |
| 21,6   | 60-74 ans    | 21,1   |
| 21,5   | 45-59 ans    | 20,2   |
| 16,3   | 30-44 ans    | 15,9   |
| 15,5   | 15-29 ans    | 13,6   |
| 15     | 0-14 ans     | 14,6   |

### Sports et loisirs
Le club phare du sport barraban est l'Entente Nord Lozère (football), entente entre plusieurs clubs des différentes communes du nord du département (notamment avec Saint-Alban-sur-Limagnole). Le club a évolué quelques années en 4e division au début des années 1990. Il a la particularité de jouer dans le district du Cantal (ligue Auvergne) et non avec le Languedoc-Roussillon, pour des raisons de proximité géographique.

### Vie associative
Le Ciné-théâtre de Saint-Chély-d'Apcher est un lieu culturel proposant à la fois une programmation cinématographique et de spectacles vivants pour tous les publics. Entre 3 et 5 films sont proposés chaque semaine, ainsi qu'entre 15 et 20 spectacles par saison culturelle (théâtre, humour, musique, danse, marionnettes, chanson).

## Économie

### Revenus
En 2018, la commune compte 1 799 ménages fiscaux, regroupant 3 476 personnes. La médiane du revenu disponible par unité de consommation est de 21 080 € (20 420 € dans le département). 46 % des ménages fiscaux sont imposés (43,2 % dans le département).

### Emploi
|                | 2008  | 2013  | 2018  |
| -------------- | ----- | ----- | ----- |
| Commune        | 4,4 % | 6,3 % | 7 %   |
| Département    | 5 %   | 6,4 % | 7,1 % |
| France entière | 8,3 % | 10 %  | 10 %  |

En 2018, la population âgée de 15 à 64 ans s'élève à 2 674 personnes, parmi lesquelles on compte 66,9 % d'actifs (59,8 % ayant un emploi et 7 % de chômeurs) et 33,1 % d'inactifs,. Depuis 2008, le taux de chômage communal (au sens du recensement) des 15-64 ans est inférieur à celui de la France et du département.
La commune est la commune-centre de l'aire d'attraction de Saint-Chély-d'Apcher,. Elle compte 2 754 emplois en 2018, contre 2 731 en 2013 et 2 801 en 2008. Le nombre d'actifs ayant un emploi résidant dans la commune est de 1 626, soit un indicateur de concentration d'emploi de 169,4 % et un taux d'activité parmi les 15 ans ou plus de 49,1 %.
Sur ces 1 626 actifs de 15 ans ou plus ayant un emploi, 1 158 travaillent dans la commune, soit 71 % des habitants. Pour se rendre au travail, 74,1 % des habitants utilisent un véhicule personnel ou de fonction à quatre roues, 0,7 % les transports en commun, 16,2 % s'y rendent en deux-roues, à vélo ou à pied et 8,9 % n'ont pas besoin de transport (travail au domicile).

### Activités

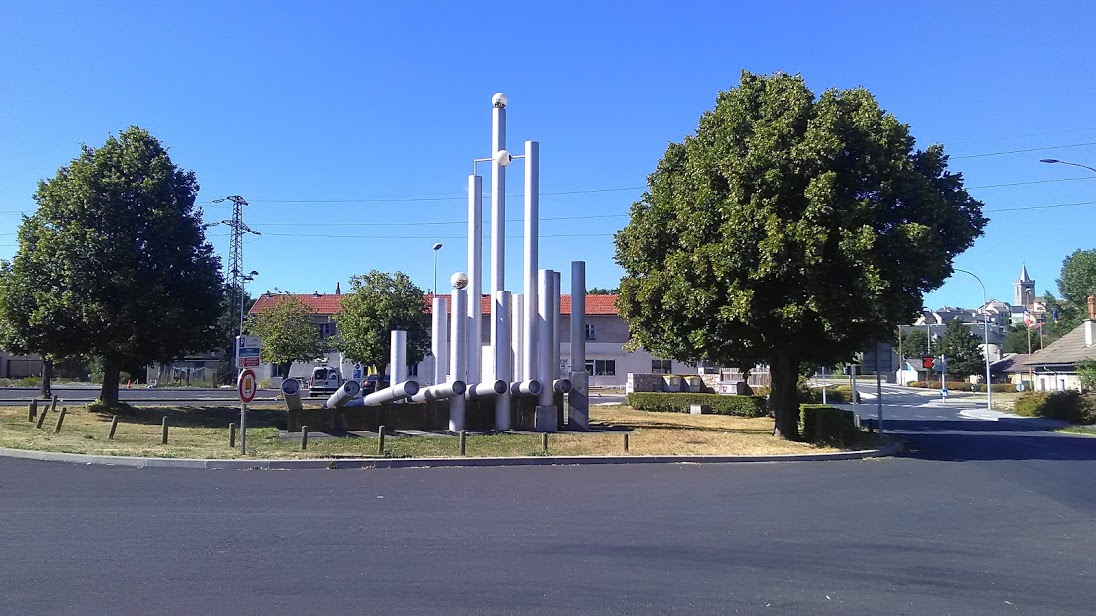
Sculpture devant l'usine Arcelor Mittal.

### Industrie
Une usine métallurgique, appartenant au groupe ArcelorMittal, y est implantée depuis 1916.
Elle comporte des lignes de décapage, laminage, recuit, refendage, emballage et fabrique des aciers dits électriques car destinés à la production de moteurs et de transformateurs électriques.
La ligne de production a été entièrement rénovée en 2013 et emploie plus de 200 salariés.
L'industrie du bois est historique : des scieries sont exploitées sur le territoire de la commune.

## Culture locale et patrimoine

### Lieux et monuments

#### Bâtiments et lieux publics remarquables
- Château de Billières : bâti aux alentours de 1450 pour et par une branche cadette de la famille d'Apcher, il a été acquis en 1714 par Guy Bouniol, marchand de drap de Saint-Chély, profitant de la vente générale de la baronnie d'Apcher par le duc d'Uzès, héritier de sa grand-mère Marguerite d'Apcher. Ce bâtiment appartient toujours aux descendants de Guy Bouniol[35].
- Ancien hôpital, reconstruit en 1894 à l'initiative du sénateur Théophile Roussel[36]. Il abrite aujourd'hui le musée de la métallurgie.
- Le clocher de la paroisse est situé dans la tour dite du donjon, l'un des rares vestiges de l'enceinte fortifiée de la ville. Le clocher lui-même comme le crénelage sont récents. Les barons d'Apcher, seigneurs du lieu, avaient leur forteresse au village d'Apcher, à six kilomètres de Saint-Chély. Ils eurent ensuite une résidence au bas de la ville de Saint-Chély. Ce bâtiment, bâti sans doute au XVe siècle et connu sous le nom du château à Saint-Chély, existe toujours et est actuellement occupé par l'école des sœurs de la présentation de Marie, selon le legs fait par Marguerite d'Apcher (1619-1708), dernière de cette famille à y avoir résidé.
- Le monument aux morts est une œuvre du sculpteur Maxime Real del Sarte[37].
- La fontaine des Asniers, au bas de la ville, a été érigée entre les XIIIe et XIVe siècles.

#### Bâtiments religieux
- Donjon et clocher de la ville.
- Église Notre-Dame de Saint-Chély-d'Apcher.
- Église Saint-Hilaire de Saint-Chély-d'Apcher.
- Chapelle Notre-Dame-de-Lourdes de Saint-Chély-d'Apcher.

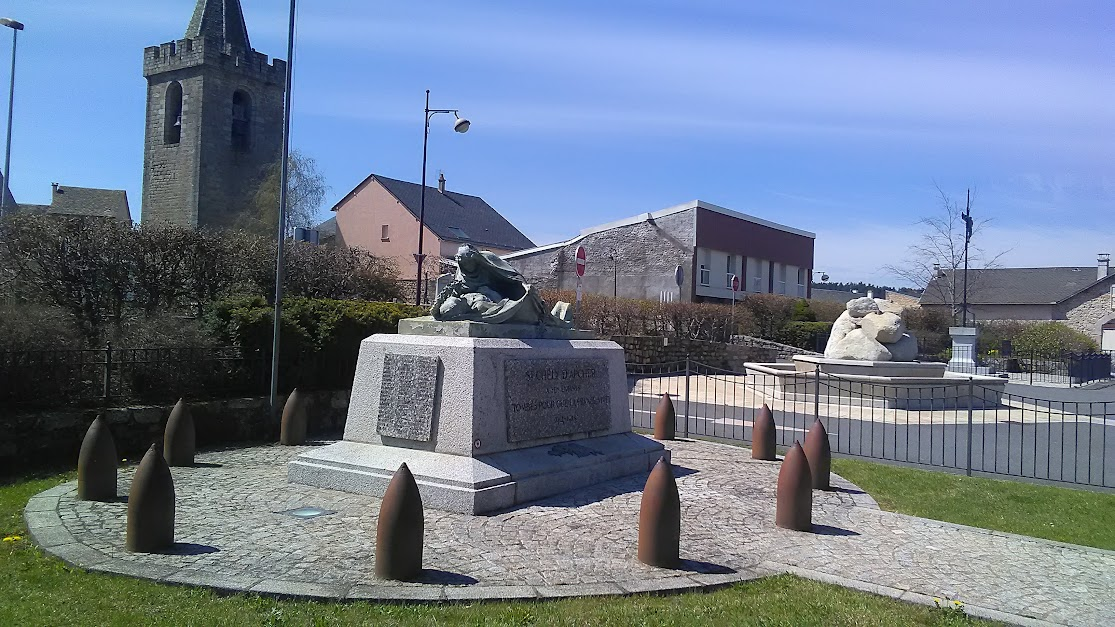
Le monument aux morts, œuvre de Maxime Real del Sarte.
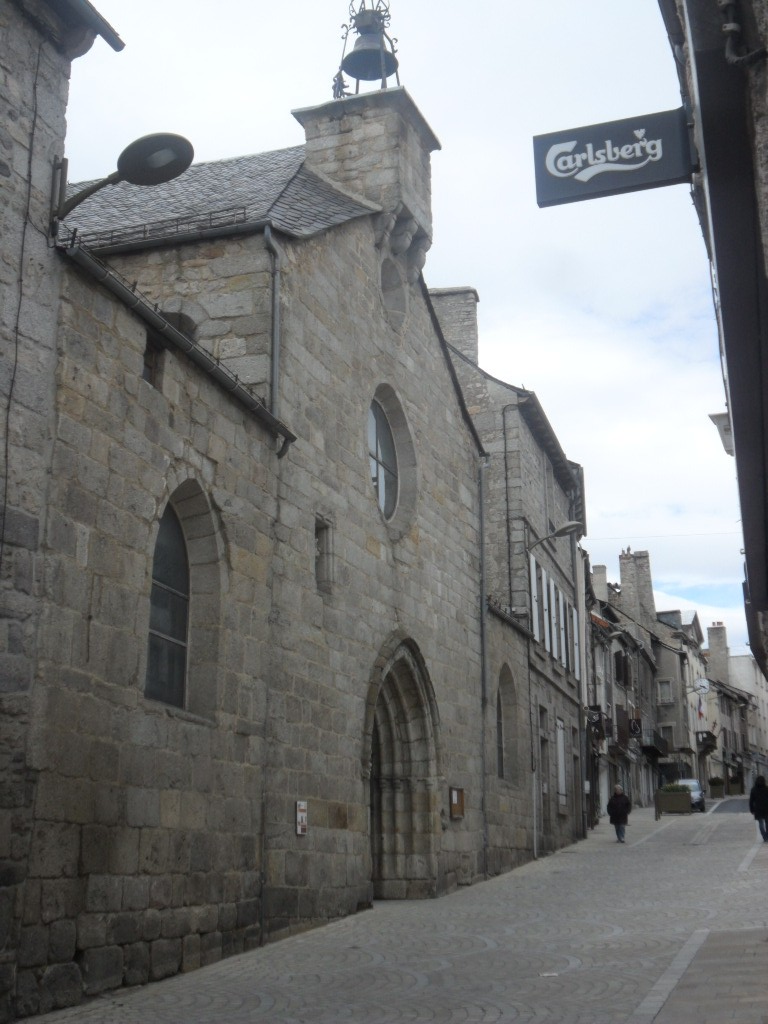
L'église Notre-Dame.
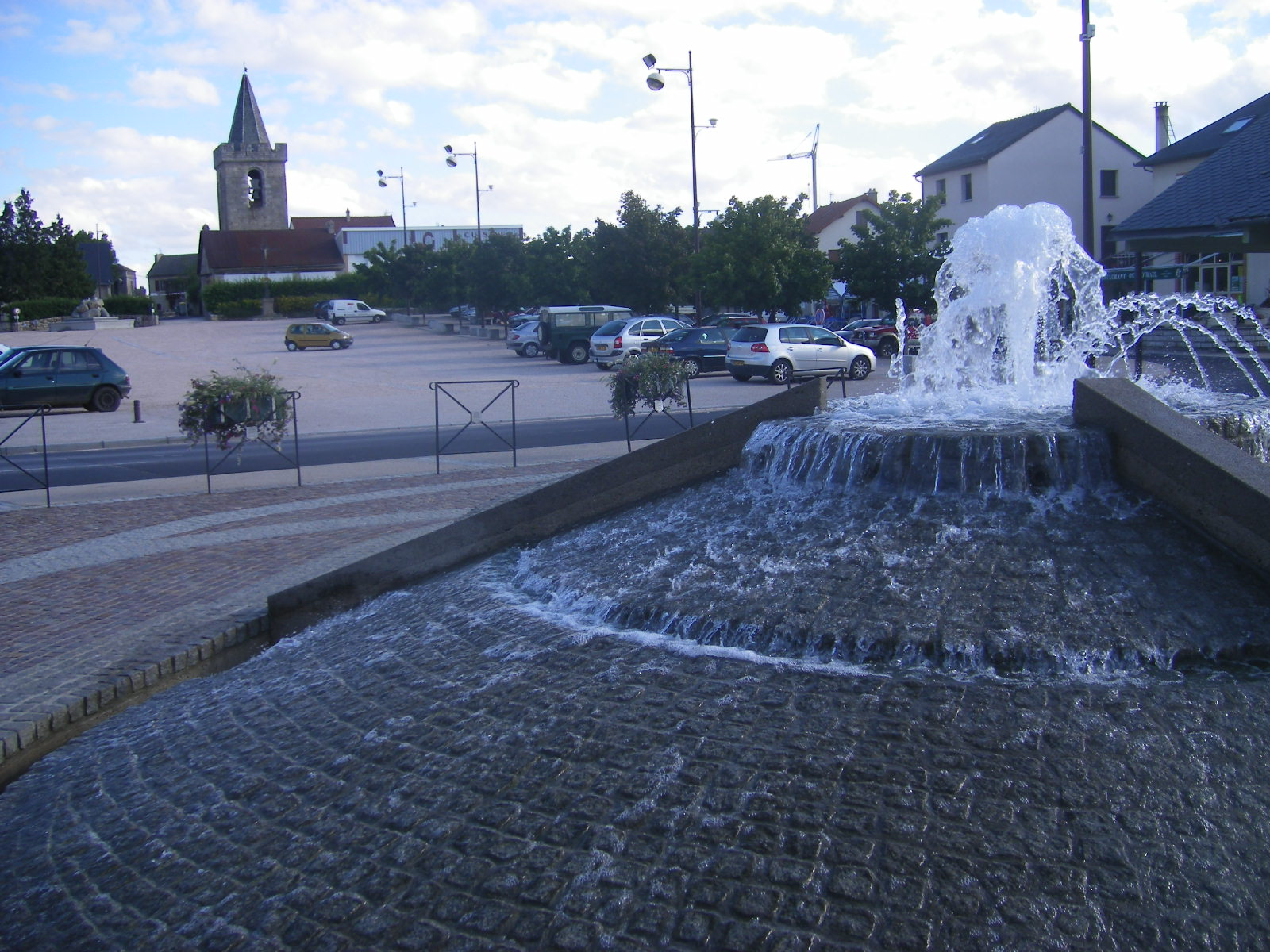
Le foirail.
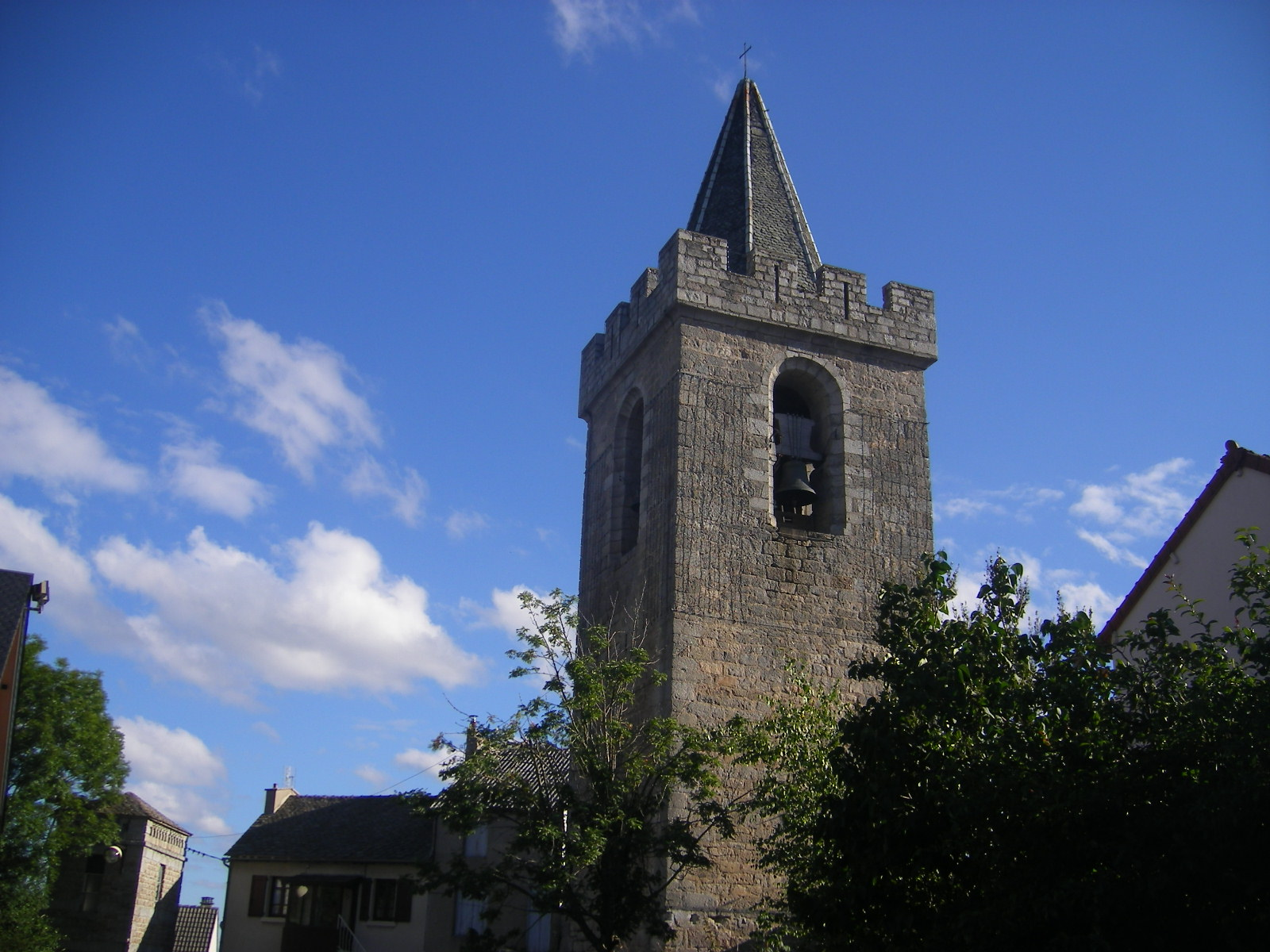
La tour du donjon (clocher).
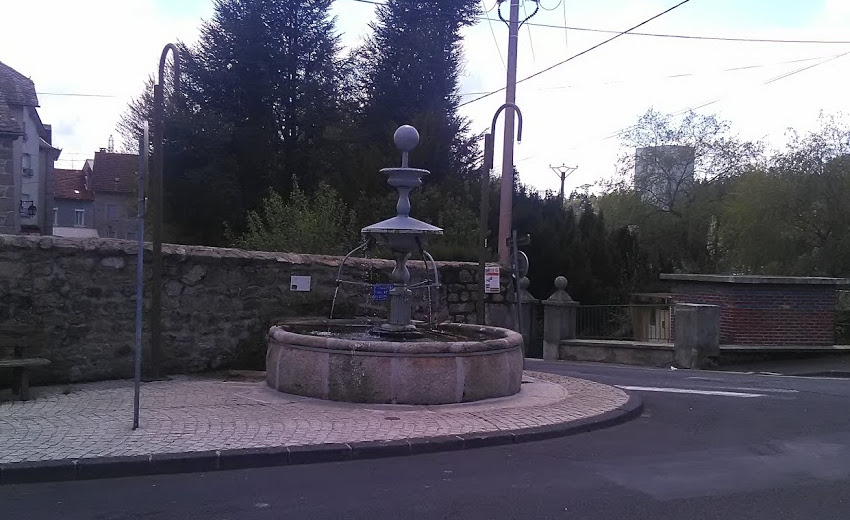
La Fontaine des Asniers.
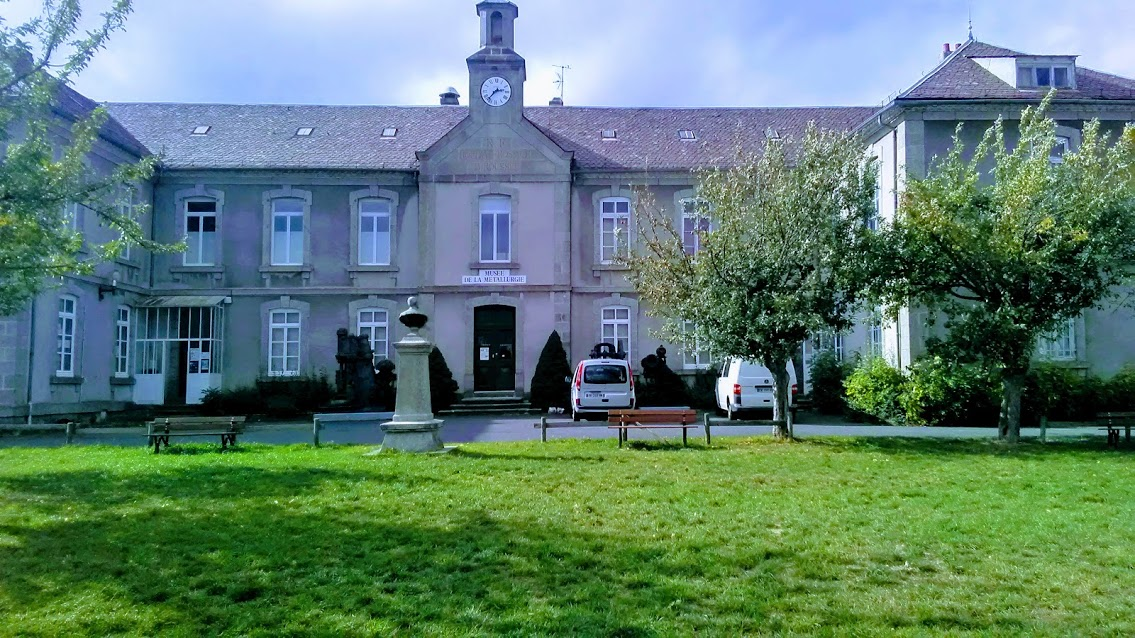
Ancien hôpital, aujourd'hui musée de la métallurgie.

### Musées
- Le Musée de la métallurgie, témoignant de l'implantation industrielle de la région : présentation des outils de travail, des événements sociaux et de l'usine moderne.
- Le Musée des épouvantails est une curiosité locale, fruit de l'imaginaire d'une agricultrice qui a créé un monde onirique, drôle et touchant. Pour les amateurs d'insolite et d'art brut.

### Personnalités liées à la commune
- Garin d'Apchier, troubadour, XIIe siècle, mort entre 1156 et 1174, est réputé inventeur du descort, genre de poème amoureux nostalgique.
- Cardinal Dominique de La Rochefoucauld, (1712-1800), archevêque de Rouen.
- Pierre-Victor Monteil (1748-?), homme politique, député de la Lozère au Conseil des Cinq-Cents .
- Emmanuel Chazot (1760-1802) homme politique.
- Émile-Augustin Chazot (1805-1854), homme politique français, y est né.
- Théophile Roussel (1816-1903), médecin et politicien. La rue principale et un lycée sur la commune portent son nom.
- Joseph Dominique Aldebert de Chambrun (1821-1899), homme politique français.
- Antoinette Drohojowska, née Symon de Latreiche (1822-1890), femme de lettres, y est née.
- Gustave Pelisse (1853-1939), homme politique français né et décédé à Saint-Chély-d'Apcher, député de la Lozère de 1881 à 1885 et de 1886 à 1889.
- Francis Vallès (1959-), dessinateur de bande dessinée, y est né.

### Héraldique
| Saint-Chély-d'Apcher | Le blasonnement de Saint-Chély-d'Apcher est : D'or au château sommé de trois tours de gueules, ouvert, ajouré et maçonné de sable, la tour du milieu plus élevée, accostée de deux haches d'armes adossées d'azur. Les haches proviennent certainement de la légende associée à la création des huit baronnies du Gévaudan. Le baron d'Apcher étant celui avec la hache. |